# Cicurina calyciforma
Espèce
Synonymes
- Cybaeus desmaeus Zhu & Wang, 1992

Cicurina calyciforma est une espèce d'araignées aranéomorphes de la famille des Cicurinidae.

## Distribution
Cette espèce est endémique du Anhui en Chine,. Elle se rencontre vers Huangshan.

## Description
La femelle holotype mesure 4,90 mm et le mâle paratype 5,10 mm.

## Systématique et taxinomie
Cette espèce a été décrite par Wang et Xu en 1989.
Cybaeus desmaeus a été placée en synonymie par Lin en 2024.

## Publication originale
- Wang & Xu, 1989 : « A new species of spider of the genus Cicurina from China (Araneae: Agelenidae). » Sichuan Journal of Zoology, vol. 8, no 4, p. 4-5.